# Sobór Zmartwychwstania Pańskiego w Białymstoku
Sobór Zmartwychwstania Pańskiego – cerkiew prawosławna w Białymstoku. Rozebrana po 1938 roku.

## Historia
Budowę świątyni rozpoczęto przy ulicy Henryka Sienkiewicza w 1912; stanęła w stanie surowym w 1914. Po 1919 cerkiew ta, nieukończona wewnątrz, zaczęła stopniowo popadać w ruinę. Przez wiele lat toczył się proces sądowy pomiędzy Skarbem Państwa a Cerkwią o prawa do nieruchomości. Ostatecznie w 1938 została ona przekazana władzom cywilnym i świątynię rozebrano w ramach akcji rewindykacji cerkwi prawosławnych. Część materiału pozyskanego z rozbiórki świątyni wykorzystano pod budowę kościoła św. Rocha. Na miejscu gdzie znajdował się sobór stanął gmach Komendy Wojewódzkiej Policji. 

## Upamiętnienie
Jako kontynuację historii rozebranego soboru, wierni polskiego Kościoła prawosławnego wznieśli nową świątynię pod tym samym wezwaniem przy ul. Władysława Sikorskiego.
W 2018 r., w osiemdziesiątą rocznicę zburzenia soboru, rozpoczęto budowę pomnika, upamiętniającego świątynię.